# Severni jelen
Severni jelen ali karibu (znanstveno ime Rangifer tarandus) je vrsta jelena s cirkumpolarno razširjenostjo, ki izvira iz Arktike, subarktike, tundre, borealnih in goratih območij Severne Evrope, Sibirije in Severne Amerike. To vključuje stalne in selitvene populacije. Je edini predstavnik rodu Rangifer. Velikost črede se v različnih geografskih regijah zelo razlikuje. Novejše študije kažejo na razdelitev severnih jelenov in karibujev na šest različnih vrst v njihovem območju.
Severni jeleni se pojavljajo v selitvenih in stalnih populacijah, velikost njihove črede pa se v različnih regijah zelo razlikuje. Podvrste tundre so prilagojene na ekstremen mraz, nekatere pa so prilagojene na selitev na dolge razdalje.
Severni jeleni se zelo razlikujejo po velikosti in barvi od najmanjšega, svalbardskega severnega jelena (R. (t.) platyrhynchus), do največjega, Osbornovega karibuja (R. t. osborni). Čeprav je severnih jelenov precej, so nekatere vrste in podvrste v zatonu in veljajo za ranljive. Med jeleni (Cervidae) so edinstveni po tem, da imajo lahko samice rogovje, čeprav se razširjenost samic z rogovjem razlikuje glede na vrsto in podvrsto.
Severni jeleni so edini uspešno delno udomačeni jeleni v velikem obsegu na svetu, divji in domači severni jeleni pa so bili skozi zgodovino pomemben vir hrane, oblačil in zatočišča za ljudi na Arktiki in jih redijo in lovijo še danes. Divji severni jeleni so »morda najpomembnejša vrsta v celotni antropološki literaturi o lovu.« V nekaterih tradicionalnih božičnih legendah Božičkovi jeleni vlečejo sani po nočnem nebu, da bi Božičku pomagali dostaviti darila dobrim otrokom na Božični večer.

## Opis
Imena sledijo mednarodni konvenciji pred nedavno revizijo. Severni jelen/karibu (Rangifer) sega po velikosti od najmanjšega, svalbardskega severnega jelena (R. (t.) platyrhynchus), do največjega, Osbornovega karibuja (R. t. osborni). Razlikujejo se tudi po barvi dlake in arhitekturi rogovja.
Severnoameriško območje razširjenosti karibujev se razteza od Aljaske preko Jukona, Severozahodnih teritorijev in Nunavuta skozi tundro, tajgo in borealni gozd ter južno skozi kanadsko Skalno gorovje. Od osmih podvrst, ki jih je Harding (2022) razvrstil v arktičnega karibuja (R. arcticus), so selitveni celinski karibu na Arktiki Aljaske in Kanade (R. t. arcticus), poleti v tundri in zimi v tajgi, prehodno v gozdnem pasu med borealnim gozdom in tundro; nomadski karibu Peary (R. t. pearyi) živi v polarni puščavi visokoarktičnega arhipelaga, Grantov karibu (R. t. granti) pa živi na zahodnem koncu polotoka Aljaska in sosednjih otokih; vse ostale štiri podvrste, Osbornov karibu (R. t. osborni), Stonov karibu (R. t. stonei), skalnati karibu (R. t. fortidens) in karibu gorovja Selkirk (R. t. montanus). Izumrli karibu otokov kraljice Charlotte (R. t. dawsoni) je živel na otoku Graham v Haida Gwaii (prej znan kot Otok kraljice Charlotte).
Borealni gozdni karibu (R. t. caribou) živi v borealnem gozdu severovzhodne Kanade: labradorec ali ungava karibu (R. t. caboti) v severnem Quebecu in severnem Labradorju ter novofundlandski karibu  (R. t .terranovae) na Novi Fundlandiji. Zanje je bilo ugotovljeno, da pripadajo genetski liniji gozdnih karibujev.
V Evraziji so divji in domači severni jeleni razširjeni po tundri in v tajgi. Evrazijski gorski severni jelen (R. tarandus tarandus) je genetsko in anatomsko blizu severnoameriškemu karibuju, vendar z zadostnimi razlikami, da je upravičena delitev na dve vrsti. Edinstven, otoški svalbardski severni jelen naseljuje arhipelag Svalbard. Finski gozdni severni jelen (R. t. fennicus) je pegasto razširjen v območjih iglastih gozdov od Finske do vzhoda od Bajkalskega jezera: sibirski gozdni severni jelen (R. t. valentinae, prej imenovan severni jelen iz gorovja Busk (R. t. buskensis ameriških taksonomov) zavzema gorovje Altaj in Ural.
Samcu ("bik") in samici ("krava") severnega jelena lahko vsako leto zraste rogovje, čeprav se delež samic, ki jim zraste rogovje, med populacijami zelo razlikuje. Rogovje je običajno večje pri samcih. Arhitektura rogovja se razlikuje glede na vrsto in podvrsto in se lahko skupaj z razlikami v dlaki pogosto uporablja za razlikovanje med vrstami in podvrstami (glej ilustracije v Geist, 1991 in Geist, 1998).

## Razširjenost in življenjski prostor
Prvotno je bil severni jelen najden v Skandinaviji, vzhodni Evropi, Grenlandiji, Rusiji, Mongoliji in severni Kitajski severno od 50. zemljepisne širine. V Severni Ameriki so ga našli v Kanadi, na Aljaski in v severnih sosednjih Združenih državah od Maina do Washingtona. V 19. stoletju je bil še vedno prisoten v južnem Idahu. Celo v zgodovinskih časih se je verjetno naravno pojavljal na Irskem, na Škotskem pa naj bi živel do 12. stoletja, ko so na Orkneyju ulovili zadnjega severnega jelena. V obdobju poznega pleistocena so se severni jeleni pojavili južneje v Severni Ameriki, na primer v Nevadi, Tennesseeju in Alabami, [170] in vse do Španije v Evropi. Danes je divji severni jelen izginil s teh območij, predvsem iz južnih predelov, kjer je izginil skoraj povsod. Velike populacije divjih severnih jelenov še vedno najdemo na Norveškem, Finskem, v Sibiriji, Grenlandiji, Aljaski in Kanadi.
Po Grubbu (2005) je severni jelen razširjen v »cirkumboreal v tundri in tajgi« od »Svalbarda, Norveške, Finske, Rusije, Aljaske (ZDA) in Kanade, vključno z večino arktičnih otokov, ter Grenlandije, južno do severne Mongolije, Kitajske (notranja Mongolija), otok Sahalin in ZDA (severni Idaho in regija Velikih jezer).« Severni jeleni so bili predstavljeni in so divji na Islandiji, otokih Kerguelen, otoku Južna Georgia, otokih Pribilof, otoku sv. Mateja; na Škotskem je prisotna tudi prosto paseča delno udomačena čreda.
Obstajajo velike regionalne razlike v velikosti črede. Med posameznimi čredami so velike razlike v populaciji in velikost posameznih čred se od leta 1970 zelo razlikuje. Največja od vseh čred (v Tajmirju v Rusiji) se giblje med 400.000 in 1.000.000; druga največja čreda (na reki George v Kanadi) se je gibala med 28.000 in 385.000.
Medtem ko je severni jelen razširjen in številčen rod v severni Holarktiki, ki je prisoten tako v tundri kot v tajgi (borealnem gozdu), so imele številne črede do leta 2013 »nenavadno nizko število« in zlasti njihova zimska območja so bila manjša, kot so jih uporabljali. Število karibujev in severnih jelenov je skozi zgodovino nihalo, vendar so številne črede v upadu na njihovem območju. Ta globalni upad je povezan s podnebnimi spremembami za severne selitvene črede in industrijskimi motnjami habitata za neselitvene črede. Neplodni karibuji so dovzetni za učinke podnebnih sprememb zaradi neskladja v fenološkem procesu med razpoložljivostjo hrane v obdobju telitve.
Novembra 2016 so poročali, da je zaradi podnebnih sprememb v Rusiji poginilo več kot 81.000 severnih jelenov. Daljše jeseni, ki so povzročile povečano količino ledenega dežja, so ustvarile nekaj centimetrov ledu nad lišaji, zaradi česar je veliko severnih jelenov umrlo od lakote.

### Karibu-specifične povezave (Severna Amerika)
- Frequently Asked Questions about Caribou from the Arctic National Wildlife Refuge
- Caribou and You – Campaign by Canadian Parks and Wilderness Society (CPAWS) to protect the boreal woodland caribou, a subspecies at risk in Canada
- Newfoundland Five-Year Caribou Strategy Seeks to Address Declining Populations